# Amaury Faye
Amaury Faye (* 1990 in Toulouse) ist ein französischer Jazzpianist (auch Keyboard).
Faye arbeitete mit Dimitri Nirman (Rue du Jazz, 2009) und legte mit zwanzig Jahren ein erstes Trioalbum vor (Big Moe Trio, Greenworks  2010), mit Louis Navarro (Bass) und Pierre Ardré (Schlagzeug), das sich noch an frühen Vorbildern wie Oscar Peterson, Hank Jones und Kenny Barron orientierte. In den folgenden Jahren arbeitete er mit der Formation Initiave H um den Saxophonisten David Haudrechy, an deren Alben Deus Ex Machina (Neuklang 2013) und Dark Wave (Neuklang  2015) er beteiligt war. Mit dem Ensemble gehörte er 2013 zu den Finalisten beim Concours National des Festival Jazz de la Défense in Paris. Ab 2014 studierte er an der Berklee School of Music bei Joanne Brackeen und Tia Fuller; 2015 wurde Faye mit dem Berklee Jazz Performance Award als bester Jazzpianist ausgezeichnet. Faye arbeitet gegenwärtig mit seinem Trio, zu dem Louis Novarro (Bass) und Théo Lanau (Schlagzeug) gehören. Zu seinen Vorbildern zählt er Brad Mehldau, Tigran Hamasyan und die Band Kneebody.
2016 erhielt Faye mit seinem Trio sowohl den Publikumspreis beim Biberacher Jazzpreis als auch den Preis für die beste Interpretation beim Tremplin-Festival in Avignon.